# گوردیپ کوهلی
گوردیپ کوهلی (به انگلیسی: Gurdeep Kohli) بازیگر هندی است.
از فیلم‌هایی که وی در آن نقش داشته است می‌توان به منو عصبانی نکن اشاره کرد.